# Parastrangalis andrei
Parastrangalis andrei är en skalbaggsart som beskrevs av Holzschuh 2007. Parastrangalis andrei ingår i släktet Parastrangalis och familjen långhorningar. Inga underarter finns listade i Catalogue of Life.